# Antonija Premrov
Antonija Premrov, sestra Karmela, slovenska bolničarka, organistka, pevovodkinja, mučenka in Božja služabnica, * 2. junij 1912, Martinjak, † nekaj dni po 14. januarju 1949, Cerknica.

## Otroštvo in mladost
Antonija se je rodila v verni družini dne 2. junija 1914 v Martinjaku. Njena mati je bila kmetica Marija Brence (1883-1967), njen oče pa je bil kmet Franc Premrov (1874-1948). Imela je deset bratov in sester. K birmi je odšla dne 19. junija 1921. Že v mladosti je začutila klic v posvečeno življenje. Malo pred drugo svetovno vojno je vstopila v samostan Marijinih sester Čudodelne svetinje. V zavodu Vincentinum v Ljubljani se je izšolala za bolničarko. Poleg tega se je naučila tudi igranja na orgle.

## Delo
Po šolanju se je zaposlila kot bolničarka v sanatoriju v Šlajmerjevem domu, ki so ga vodile Marijine sestre. Leta 1947 so komunistični oblastniki samostan zaprli. Antonijo Karmelo so vrgli iz službe v sanatoriju. Vrnila se je domov k očetu in materi ter se zaposlila kot šivilja v šivalnici v Grahovem. V preostalem času je stregla bolnikom v okolici. Na prošnjo župnika cerkniške župnije, ki takrat ni imela organista, je prevzela mesto organistke in pevovodkinje. Zbor je bil številčno močan in večinoma sestavljen iz mladih ljudi. Antonija Karmela je bila zelo priljubljena pevovodkinja in je mnoge mlade privabila k sodelovanju.

## Grožnje
Antonijino delovanje, ki je privabljalo mlade, je postajalo komunističnim oblastem vse bolj v napoto. V noči na 1. november leta 1948, so domači aktivisti na hišo metali kamenje in jo želeli tako zastrašiti. Za božič leta 1948 ji je nekdo skril partituro in ko je želela igrati pri maši, je ni bilo nikjer.Po pričevanjih so v začetku leta 1949 na partijskem sestanku razpravljali, kaj naj naredijo z Antonijo, ki tako vpliva na versko življenje v kraju.

## Ugrabitev in smrt
Kot vsak petek se je tudi 14. januarja 1949 Antonija Karmela odpravila na pevske vaje. Ko je tistega večera iz Martinjaka prišla do prvih hiš v Cerknici, so jo z avtomobilom pričakali sodelavci Udbe in jo porinili vanj. Po ugrabitvi so jo še več dni mučili in posiljevali, nato pa ubili in vrgli v Cerkniško jezero.

## Iskanje
Od tistega večera je za Antonijo Premrov izginila vsaka sled. Vse naslednje dni so se njeni sovaščani spraševali, kje je. Pojavili sta se dve govorici: ali je pobegnila čez mejo, čemur tisti, ki so jo poznali, niso verjeli, ali pa so jo umorili. Njeni sorodniki so mislili, da je zaprta v Postojni na Udbi. Tja so ji tudi nesli obleko, a so jim rekli, da je tam ni, ker da je emigrirala v Trst. Tudi v Cerknici na milici so rekli, da o njenem izgonitju nič ne vedo. Kljub prizadevanjih njene sestre Marije Premrov, sestre Božidare, medicinske sestre na onkološkem inštitutu, ki je s svojimi znanstvi poskušala priti do novic o Antoniji, niso izvedeli ničesar. Marija Božidara je s pomočjo odvetnice napisala pismo in ga 31. maja 1950 poslala na Titov kabinet v Beograd. Iz Beograda so se takoj obrnili na Udbo v Postojno. Od tam so poklicali in zasliševali Antonijino 67-letno mater, kmetico Marijo Brence. Hoteli so vedeti, kdo je napisal pismo in kaj ve o dogodku.

## Najdenje trupla in njegovo izginotje
Leto in pol po ugrabitvi, avgusta 1951 je sosed Antonijine matere kosil na svojem travniku na obrobju Cerkniškega jezera. Bilo je pod Martinjakom, ob strugi Žerovniščnice. Kosil je na roko in s koso zadel v obleko. Med trstičjem je našel ostanke trupla. Zaslutil je, da gre za  Antonijo, in takoj obvestil njene domače. Ti so si šli truplo ogledat in takoj videli, da gre v resnici za Antonijo. Spoznali so jo po verižici, po delih plašča, ki je imel z usnjem obrobljene žepe ter po zobovju.
Takoj ko je milica izvedela, da so našli truplo, je Antonijinim sorodnikom odvoz in pokop preprečila. Pozno popoldne naslednji dan pa so prišli z avtomobilom ljudje v belih haljah, ostanke trupla pobrali in jih odpeljali neznano kam. Na udbovskih uradih so odgovarjali različno: da to ni bila Antonija, temveč neki umrli partizan, ali pa da gre za ostanke neke ženske z Jesenic, ki se ji je zmešalo in je med blodenjem tam končala. Nekateri pravijo, da so Antonijino truplo pokopali na postojnskem pokopališču, drugi pa, da so jo odvrgli neznano kam.

## Božja služabnica
Za Antonijo Karmelo trenutno poteka postopek za priznanje mučeništva in svetništva v okviru skupnega postopka Slovenskih mučencev 20. stoletja, ki ga je uradno odprla Slovenska škofovska konferenca 28. oktobra 2002. Njen trenutni naziv je Božja služabnica.